# Sofija Pižurica
Sofija Pižurica (Beograd, 1976) je srpska operska pevačica. Prvakinja je Opere Narodnog pozorišta u Beogradu i solistkinja Madlenianuma.  

## Biografija
U Beogradu je završila osnovne i poslediplomske studije na FMU u Beogradu u klasi prof. Biserke Cvejić, i to sa prosečnom ocenom 10.00, te je proglašena za studenta generacije i najboljeg studenta beogradskog univerziteta. Usavršavala se u Badenu (Austrija) i Bajrojtu (Nemačka). Dobitnik je brojnih nagrada, a tri godine je bila stipendista Bečkog „CEE Musiktheater“ koji potpomaže usavršavanje najperspektivnijih mladih umetnika centralne i istočne Evrope. Debitovala je kao student, 2001. godine, ulogom Mizete na sceni Narodnog Pozorišta u Beogradu. Godine 2005. uručena joj je godišnja nagrada Narodnog Pozorišta za ulogu Oskara u Verdijevom „Balu pod maskama“, a 2009. je dobila pohvalu za ulogu Norine u novoj produkciji opere „Don Paskvale“. 
Trenutno je angažovana u Narodnom Pozorištu u Beogradu kao najmlađa prvakinja Opere.
Sofija Pižurica govori engleski, nemački, italijanski, španski i francuski jezik.
Repertoar Sofije Pižurice čine sledeće uloge:
- Pamina (Mocart, „Čarobna Frula“),
- Adina (Doniceti, „Ljubavni napitak“), 
- Mizeta (Pučini, „Boemi“), 
- Gretel (Humperdink, „Ivica i Marica“), 
- Despina (Mocart, „Tako čine sve“), 
- Laureta (Pučini, "Đano Skiki), 
- Oskar (Verdi, „Bal pod maskama“), 
- Antonija i Đulijeta (Ofenbah, „Hofmanove priče“), 
- Mikaela (Bize, „Karmen“), 
- Grofica (Mocart, „Figarova ženidba“), 
- Suzana (Mocart, "Figarova ženidba), 
- Liu (Pučini, "Turandot"), 
- Norina (Doniceti, „Don Paskvale“), 
- Neda (Leonkavalo, „Pajaci“), 
- Sofi (Masne, „Verter“), 
- Cerlina (Mocart, „Don Đovani“), 
- Rita (Doniceti, „Rita“), 
- Koštana (Petar Konjović, "Koštana")
Postala je prvi doktor solo pevanja u Srbiji.

## Spoljašnje veze
- Biografija i uloge (Narodno pozorište u Beogradu) Архивирано на веб-сајту  (20. август 2011)
- Tanana Koštanina previranja („Politika”, 24. decembar 2019)